# Cảng Colombo
Cảng Colombo là cảng lớn nhất và nhộn nhịp nhất ở Sri Lanka. Cảng nằm ở bờ tây nam sông Kelani nơi sông này đổ ra Ấn Độ Dương, tại thành phố Colombo - thủ đô Sri Lanka và cũng là trung tâm hành chính tỉnh Tây. Đây là một trong những cảng quan trọng của thế giới do vị trí chiến lược của nó ở Ấn Độ Dương. Đây cũng là căn cứ của hải đội Tây của Hải quân Sri Lanka.
Cảng có độ sâu trước bến là 15 mét và có năng lực 5,7 triệu TEU, lượng hàng 30,9 triệu tấn/năm. Từ thập niên 1980, cảng được hiện đại hóa nhanh chóng. Từ cuối thập niên 2000, cảng được mở rộng thêm với sự đầu tư của các công ty nước ngoài.
Cảng Colombo hiện nay có hai khu bến cảng (terminal). Khu bến cho tàu tiếp vận gồm 4 bến. Khu bến container gồm 7 bến.